# Liste der Mühlen an der Niers

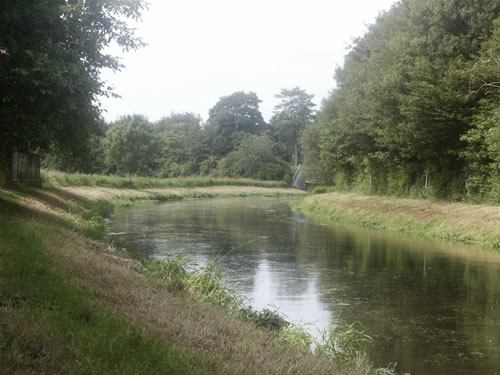
Die Niers bei Weeze

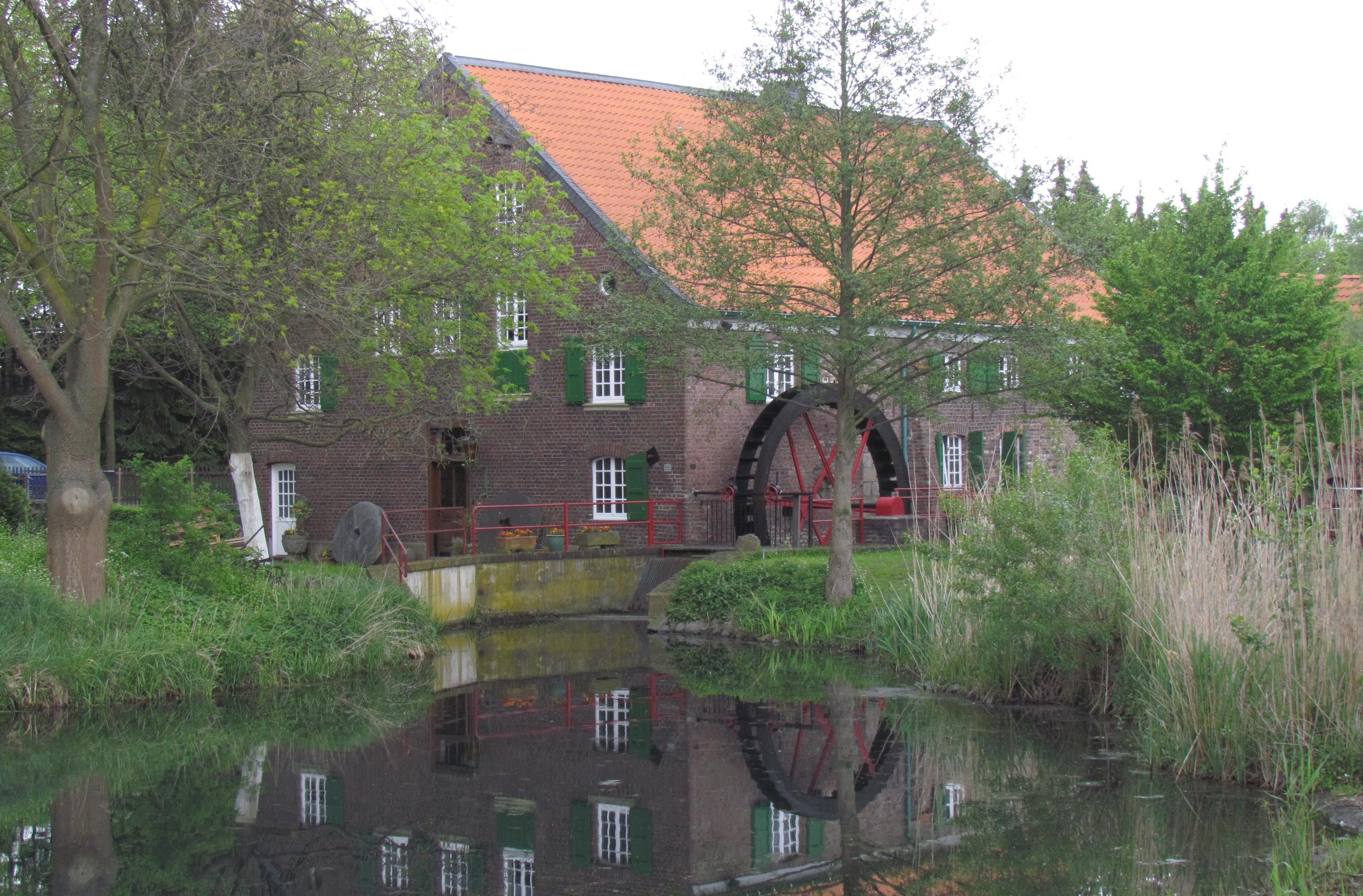
Die Bongartzmühle in Viersen

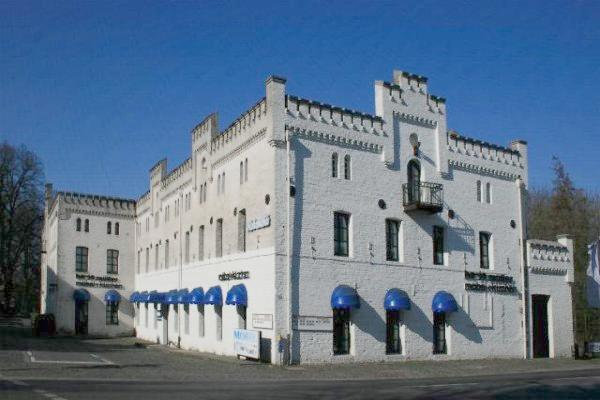
Die Holtzmühle in Viersen-Süchteln

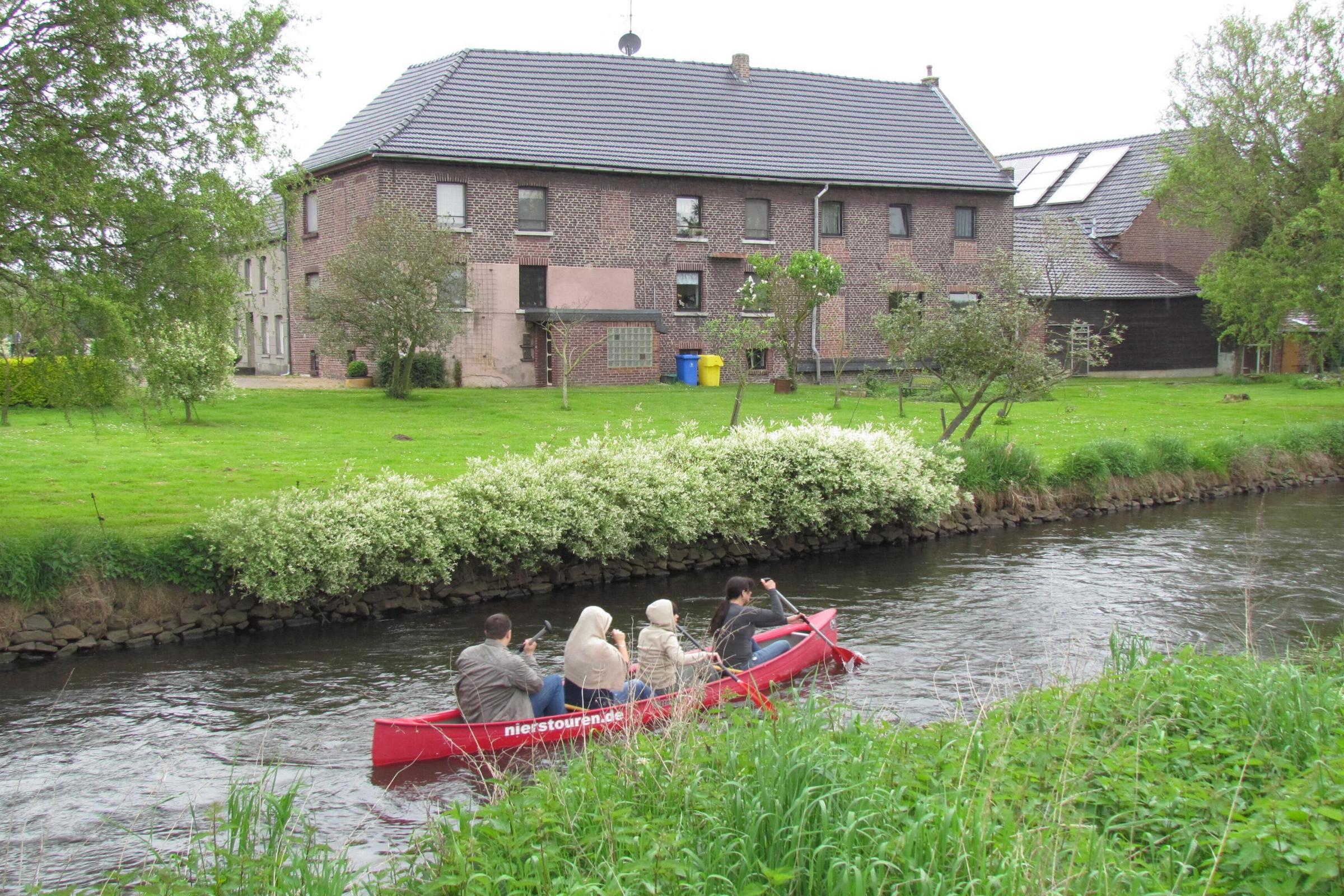
Die Langendonker Mühle

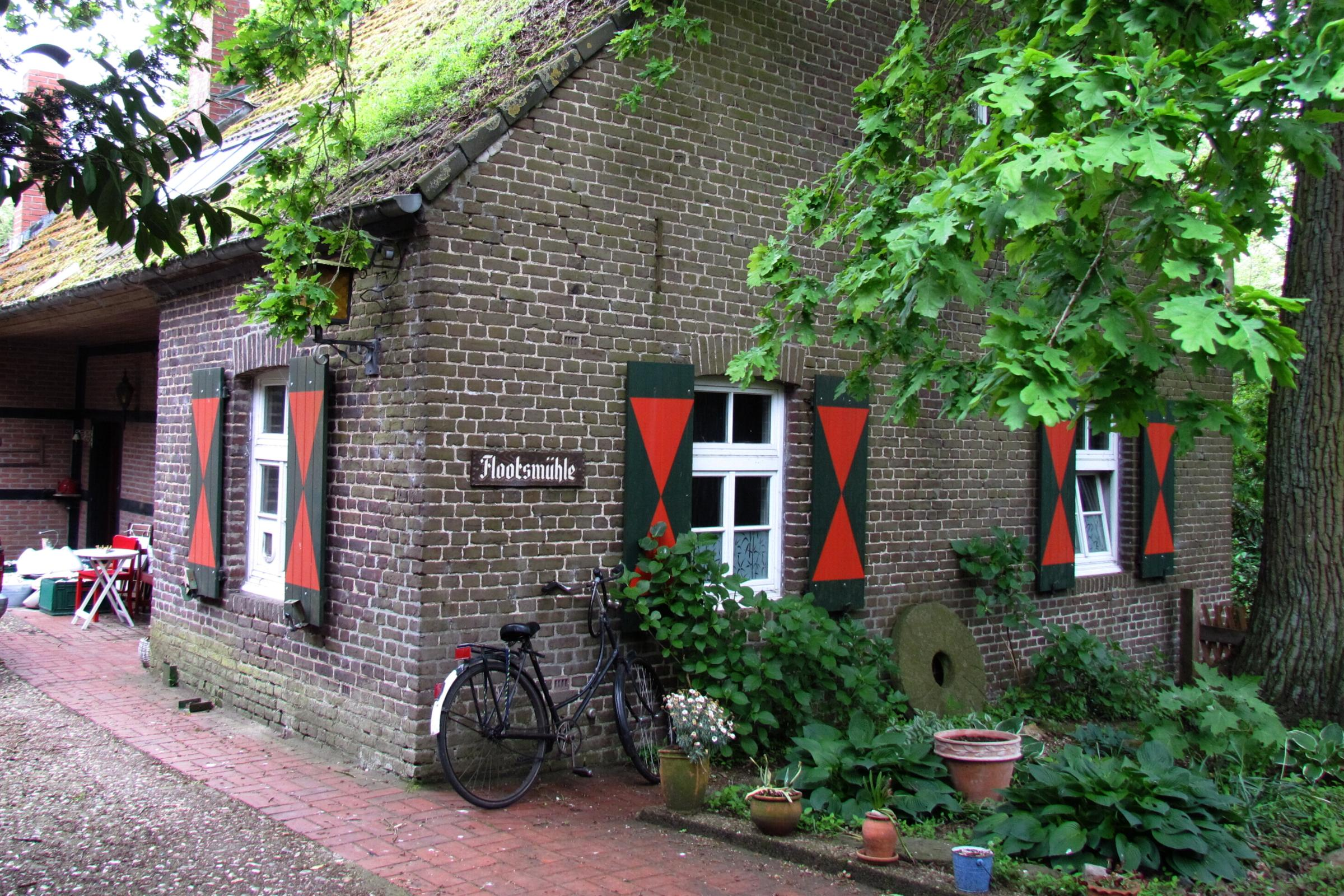
Die Flootsmühle in Nettetal-Hinsbeck

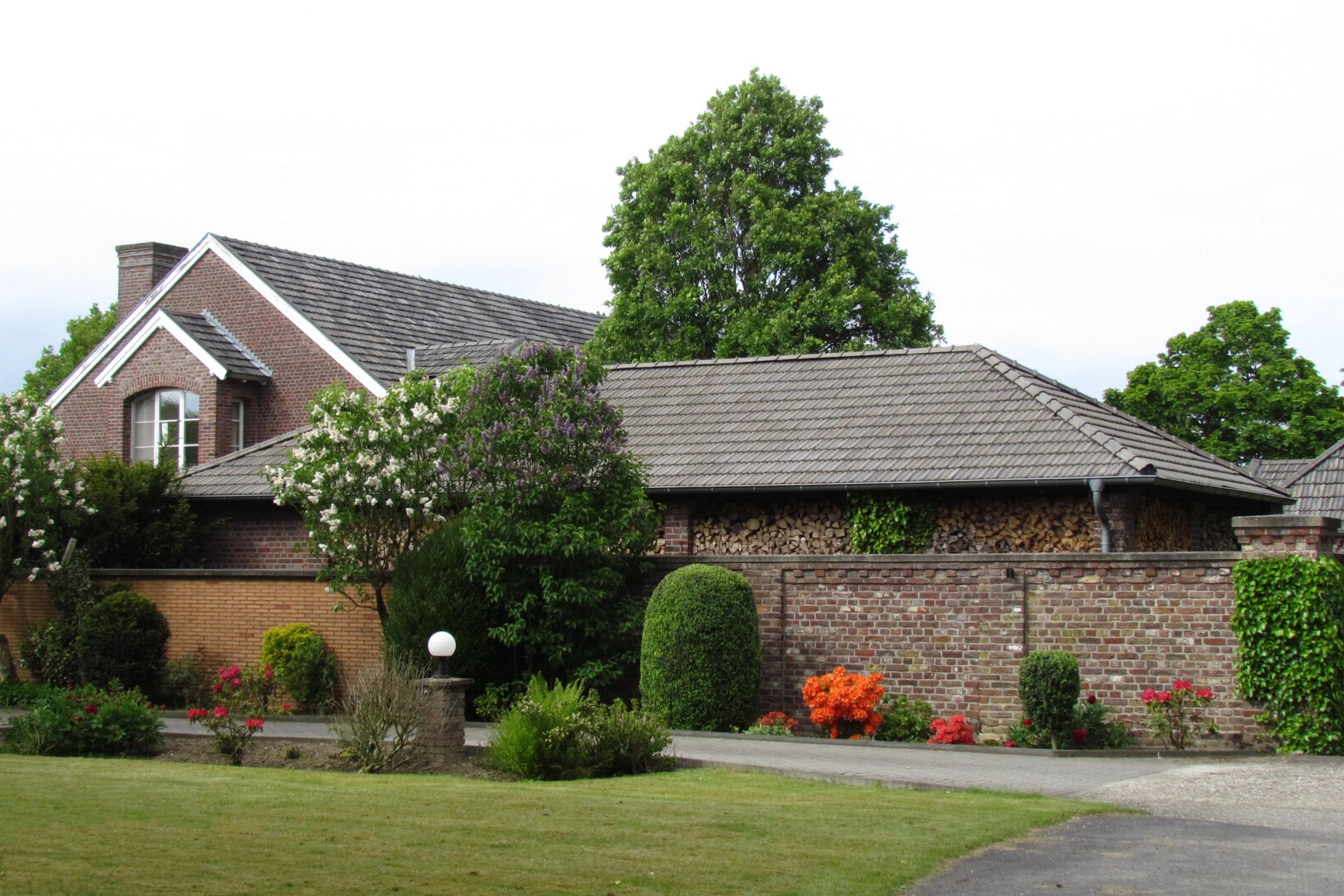
Die Henkenmühle in Viersen-Dülken

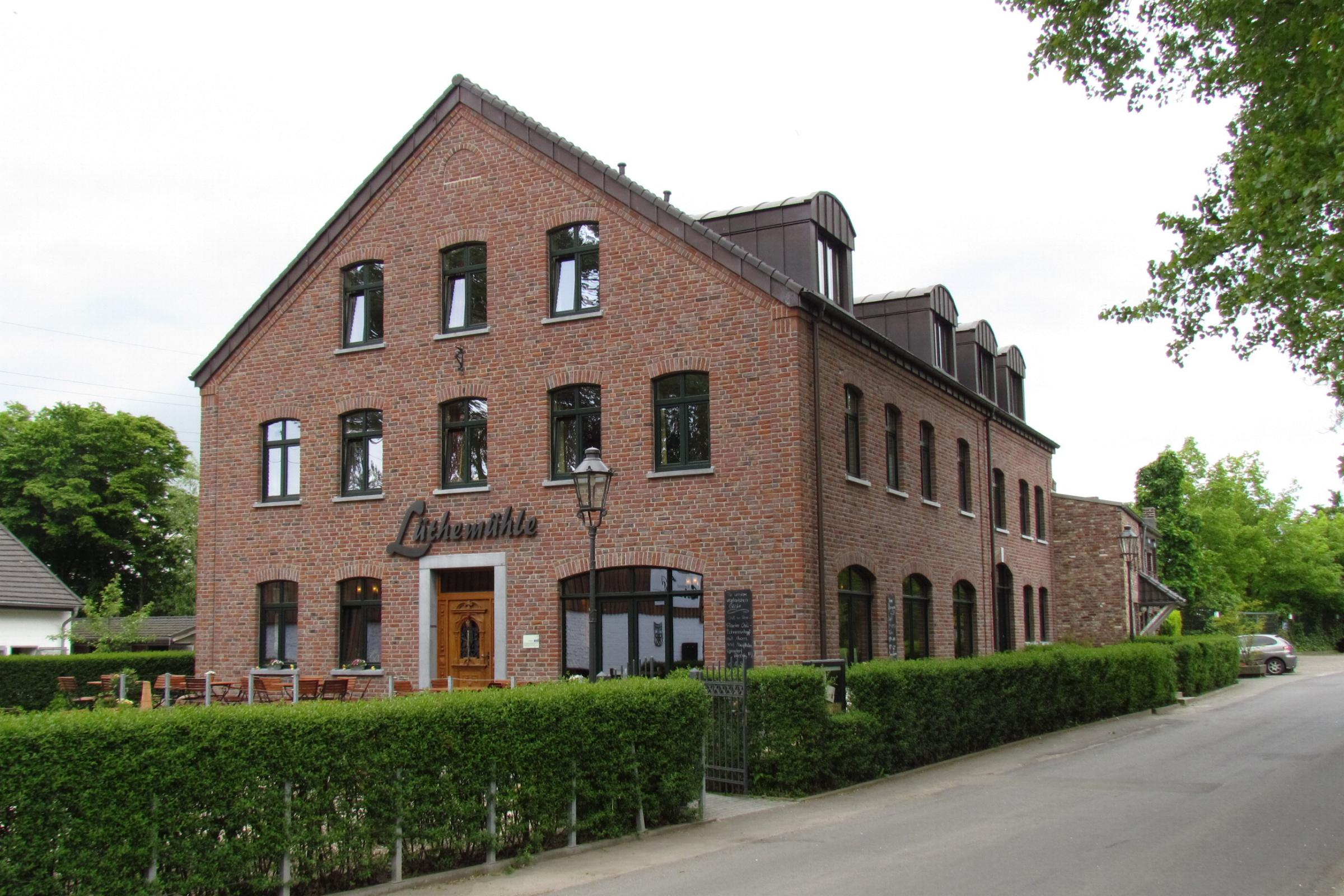
Die Lüthemühle in Nettetal-Breyell

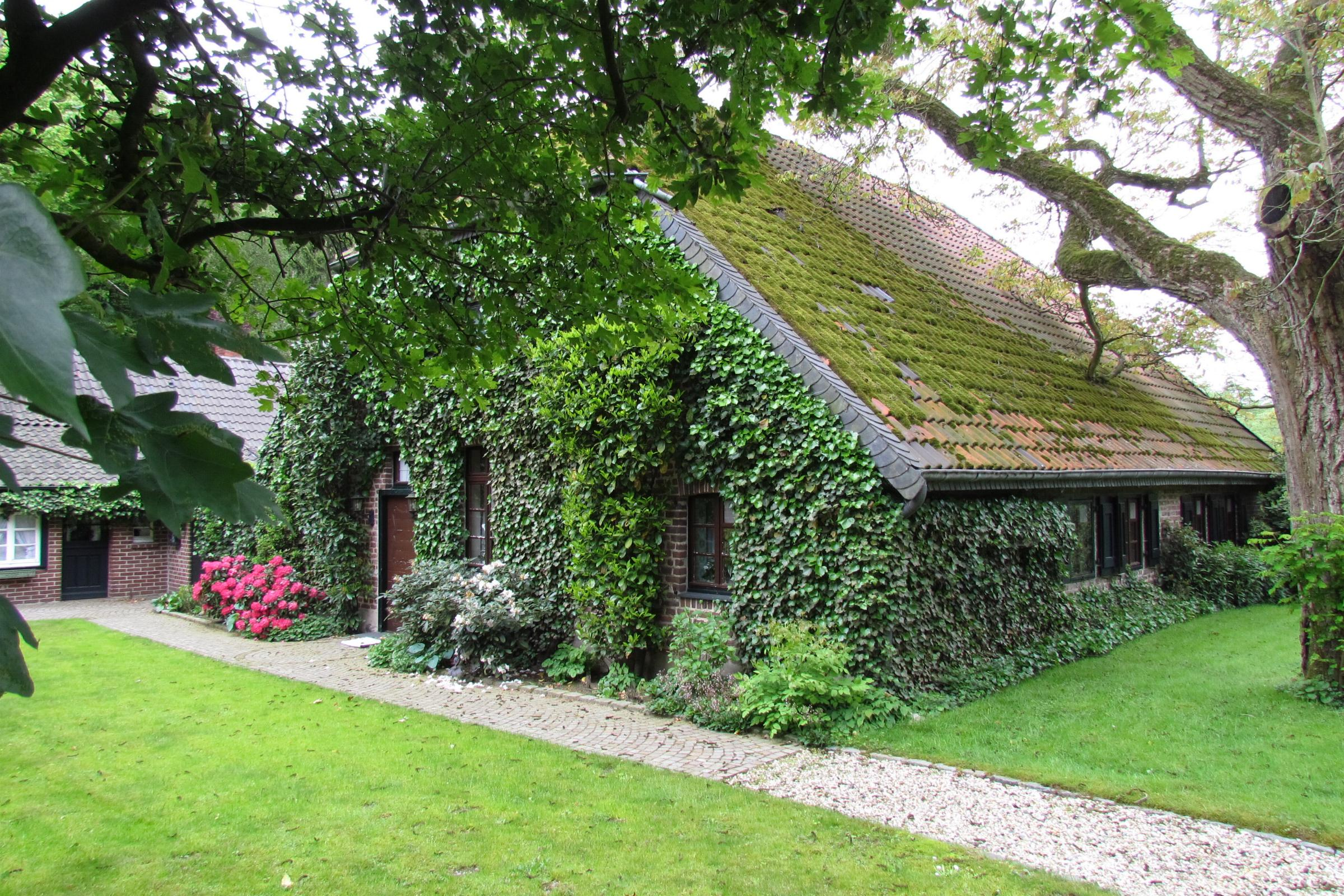
Die Tüschenmühle in Netteal-Hinsbeck

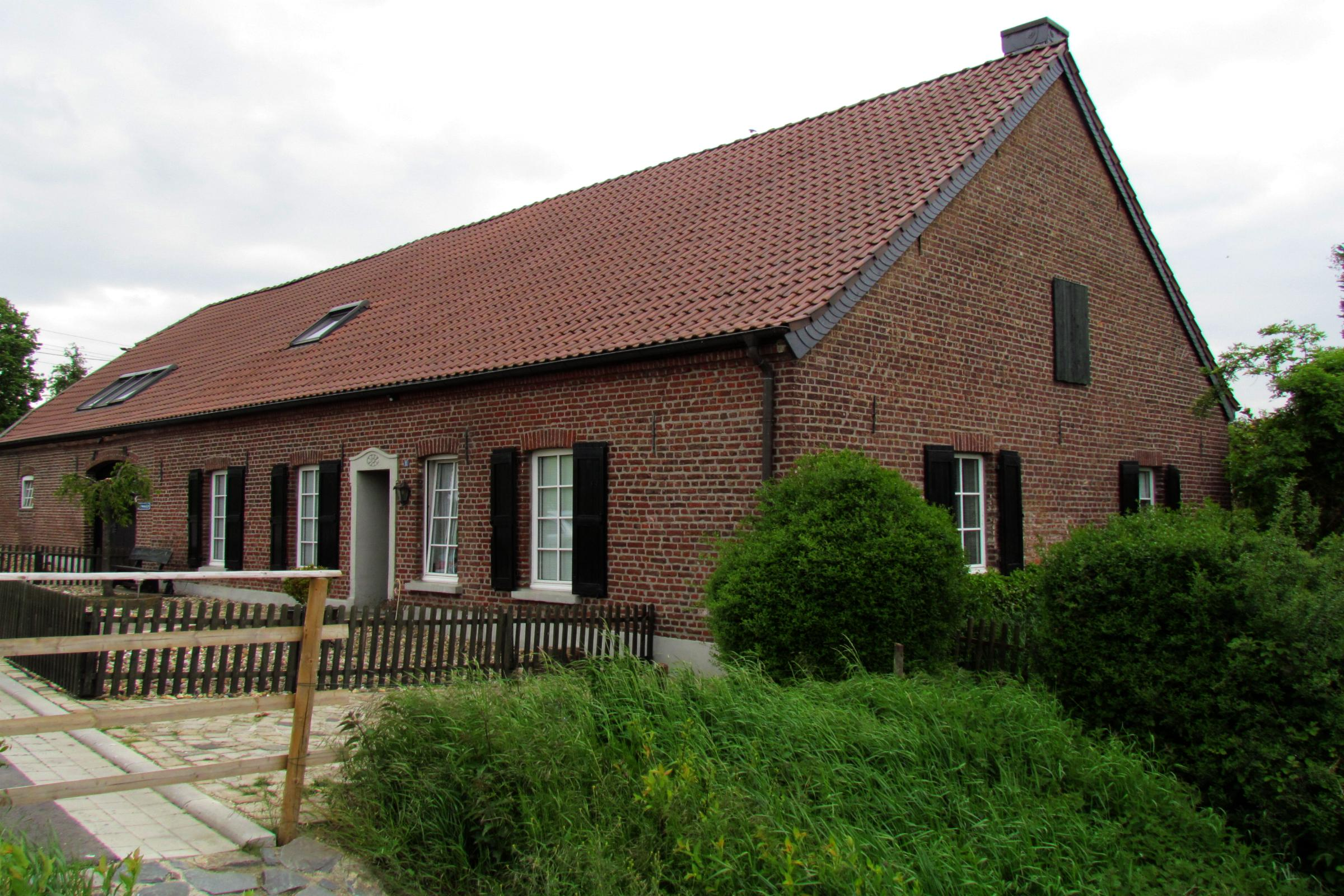
Die Kovermühle in Wachtendonk

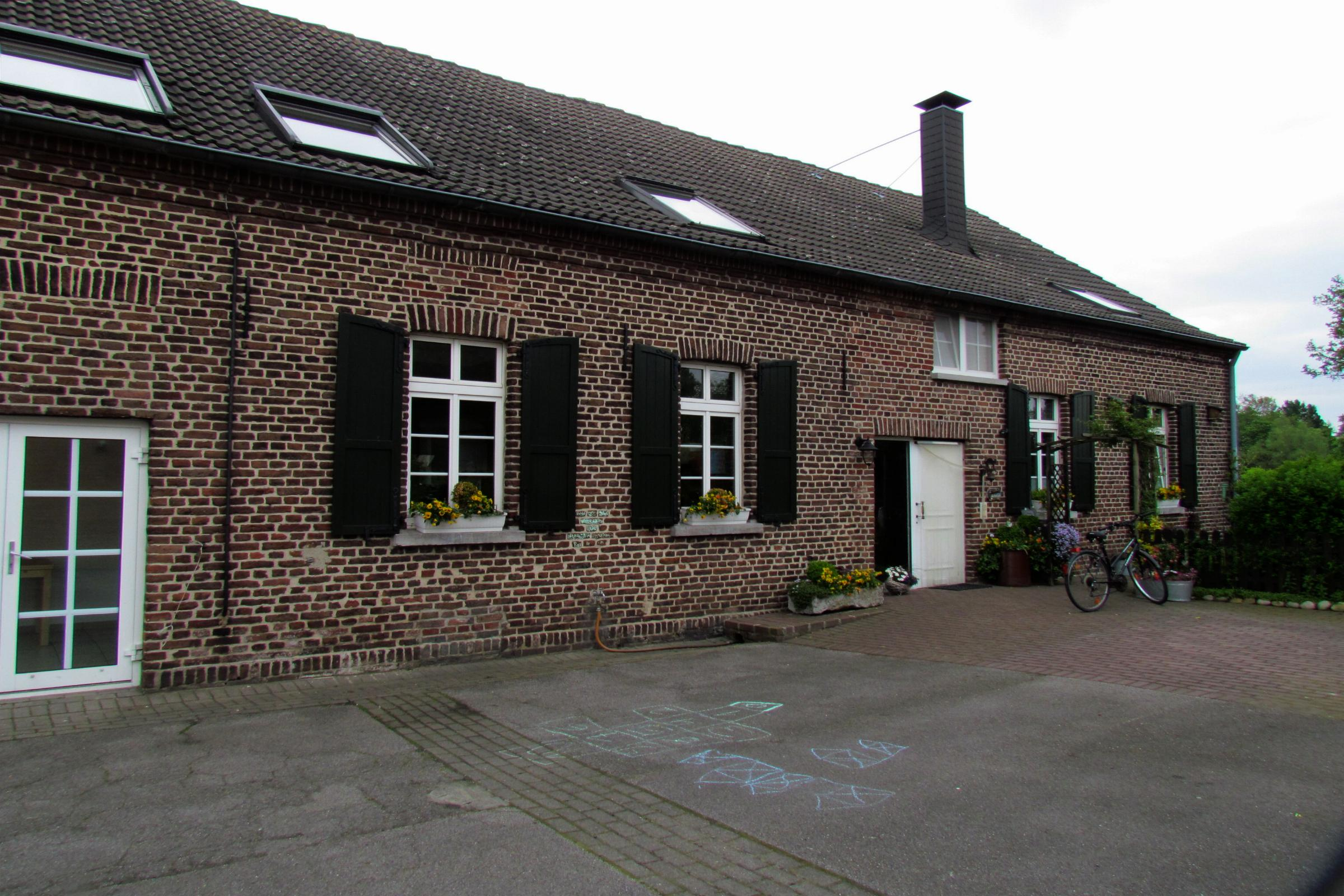
Die Nettmühle in Wachtendonk

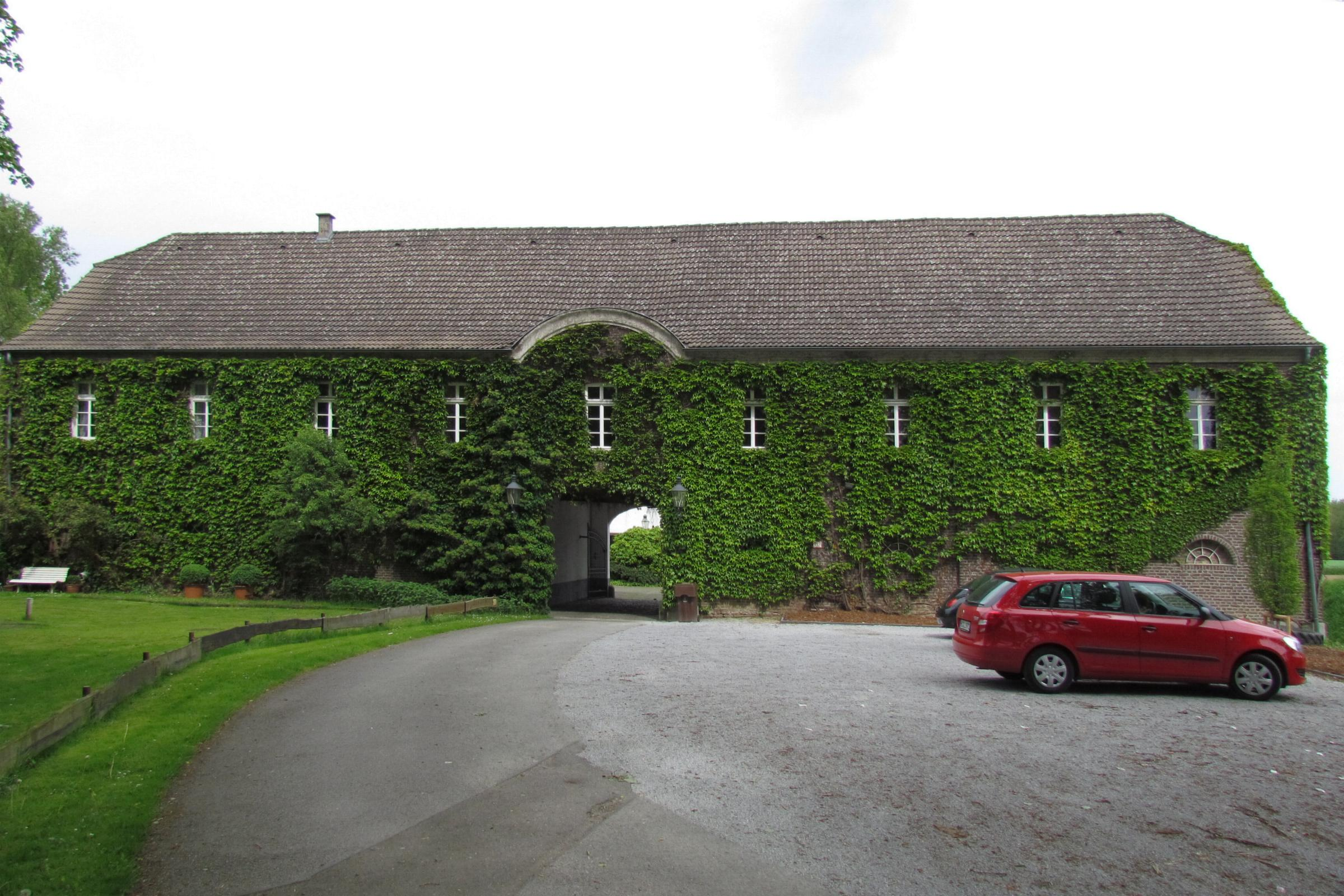
Die Neersdommer Mühle in Grefrath

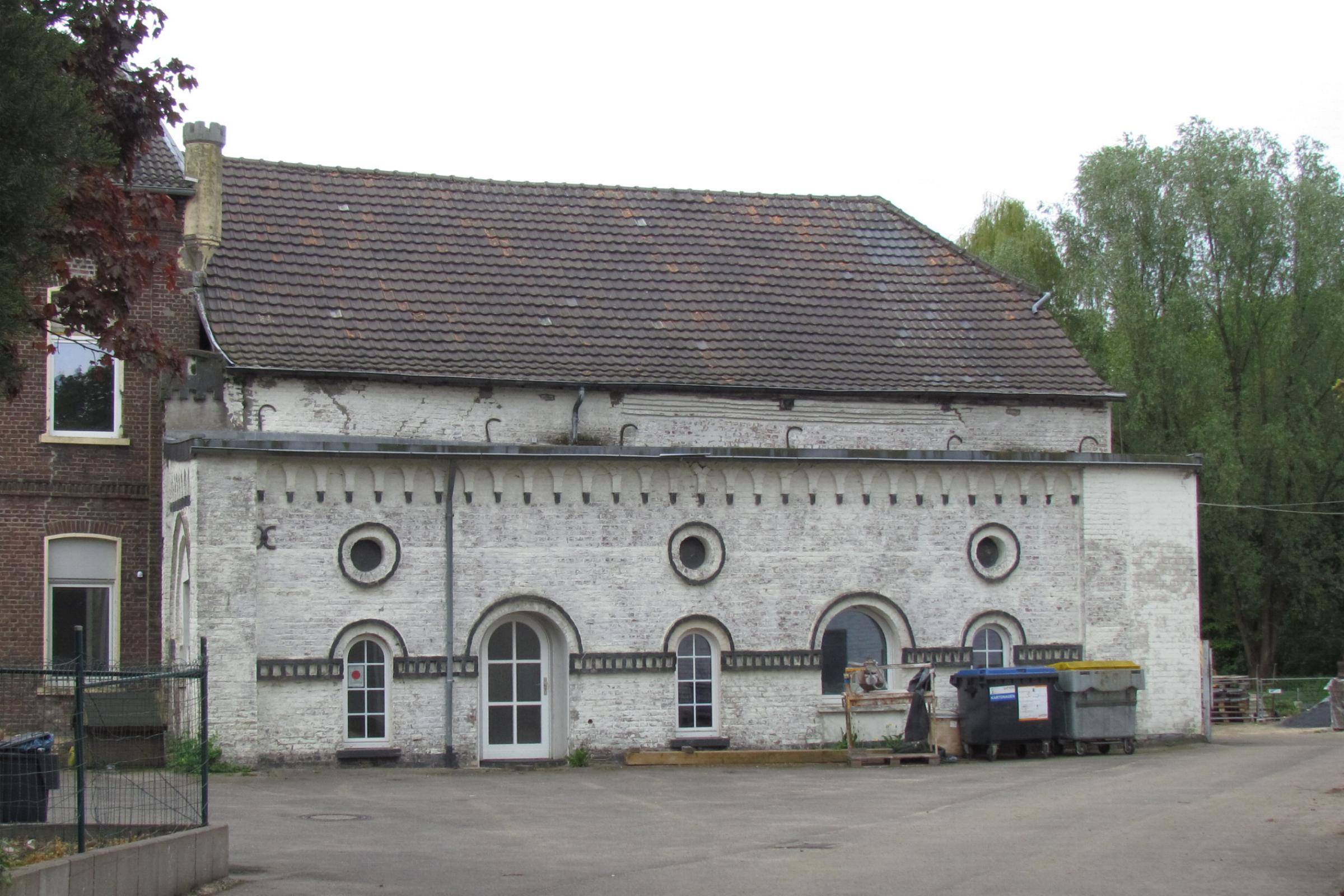
Das Radhaus der Oedter Mühle

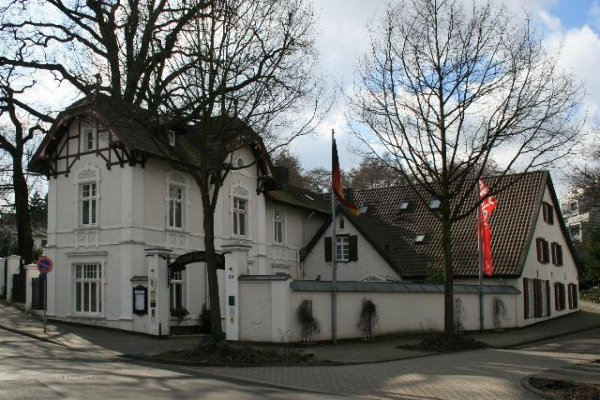
Die Kaisermühle in Viersen

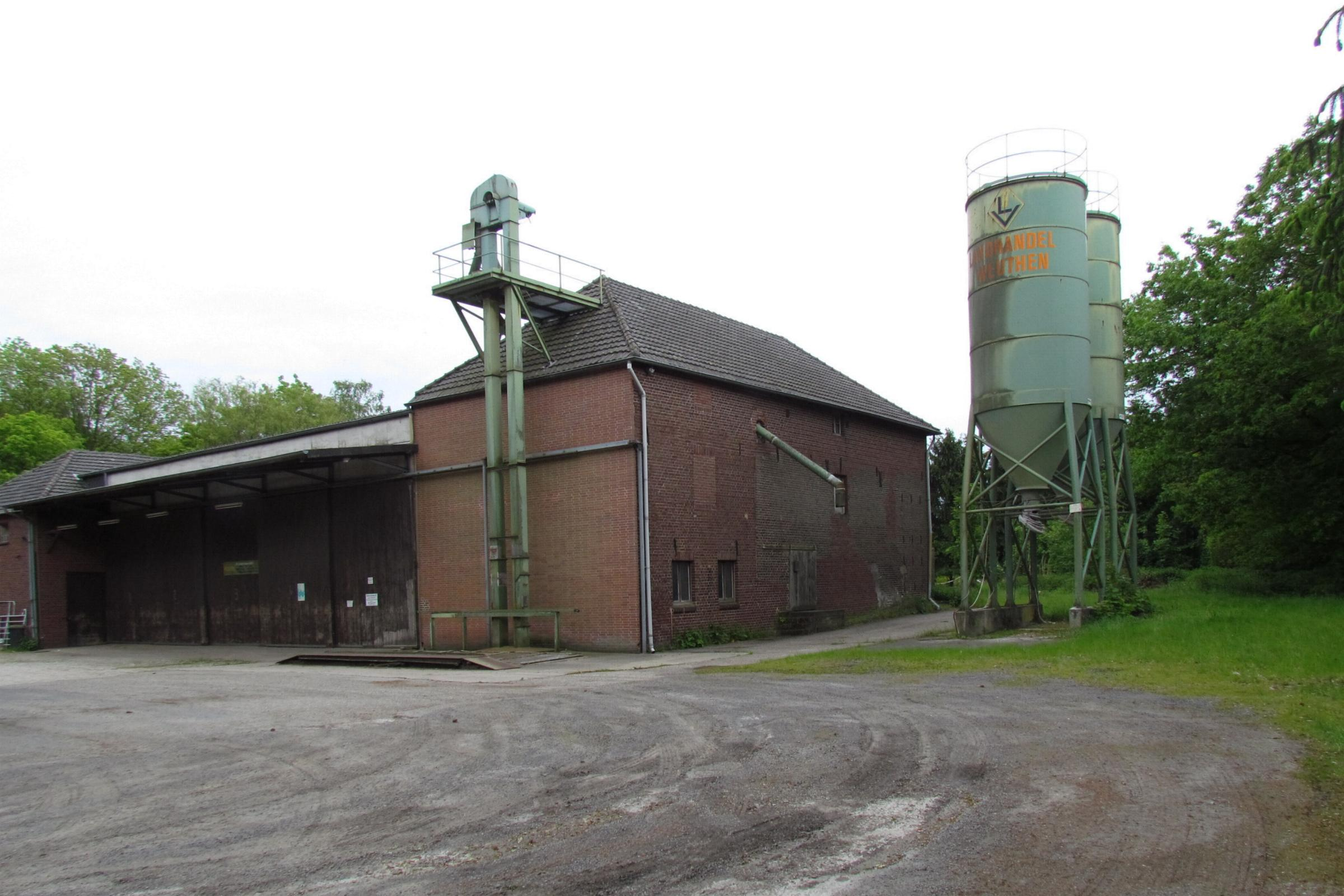
Die Weutenmühle in Viersen-Boisheim

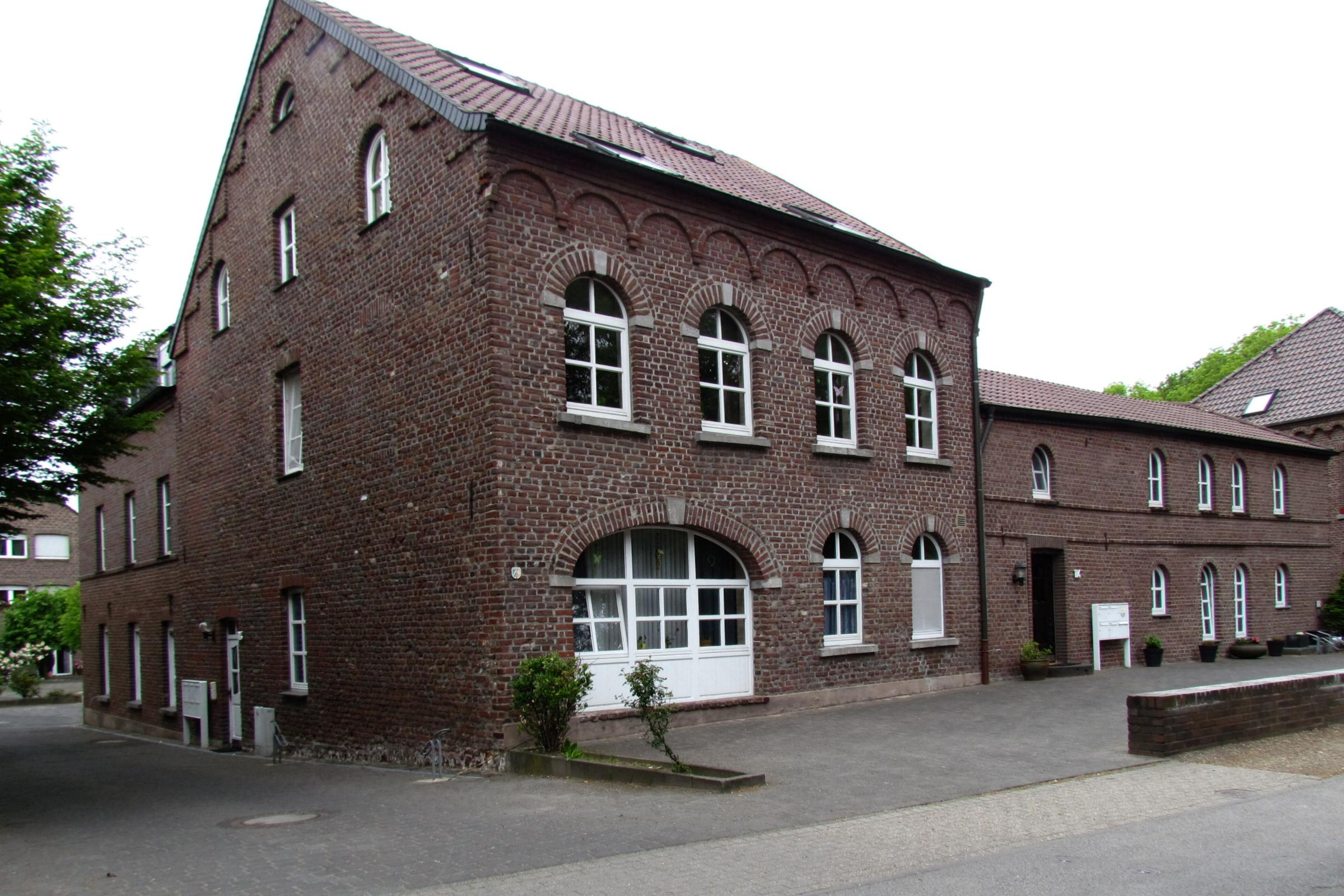
Die Nelsenmühle in Nettetal-Breyell

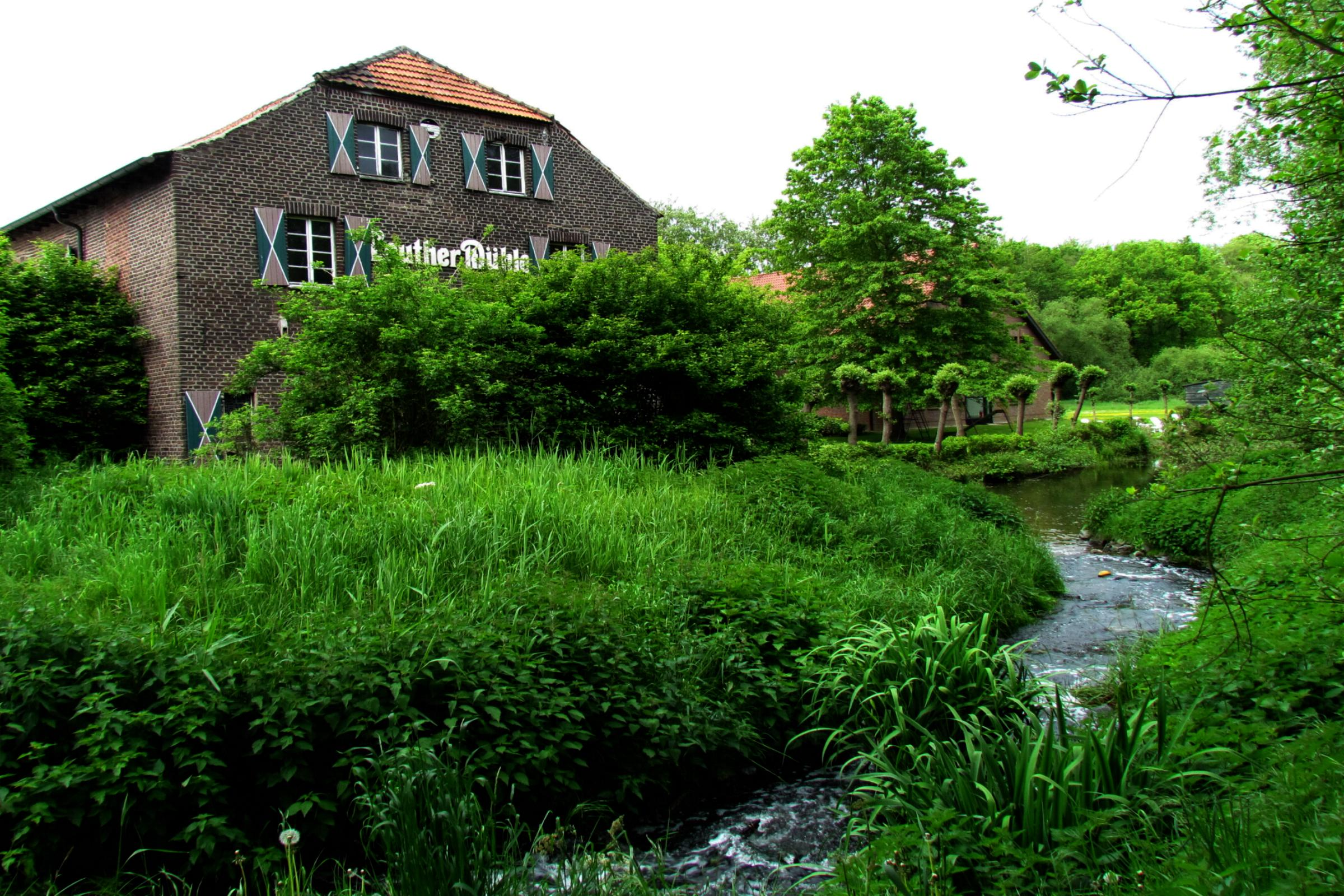
Die Leuther Mühle in Nettetal-Leuth

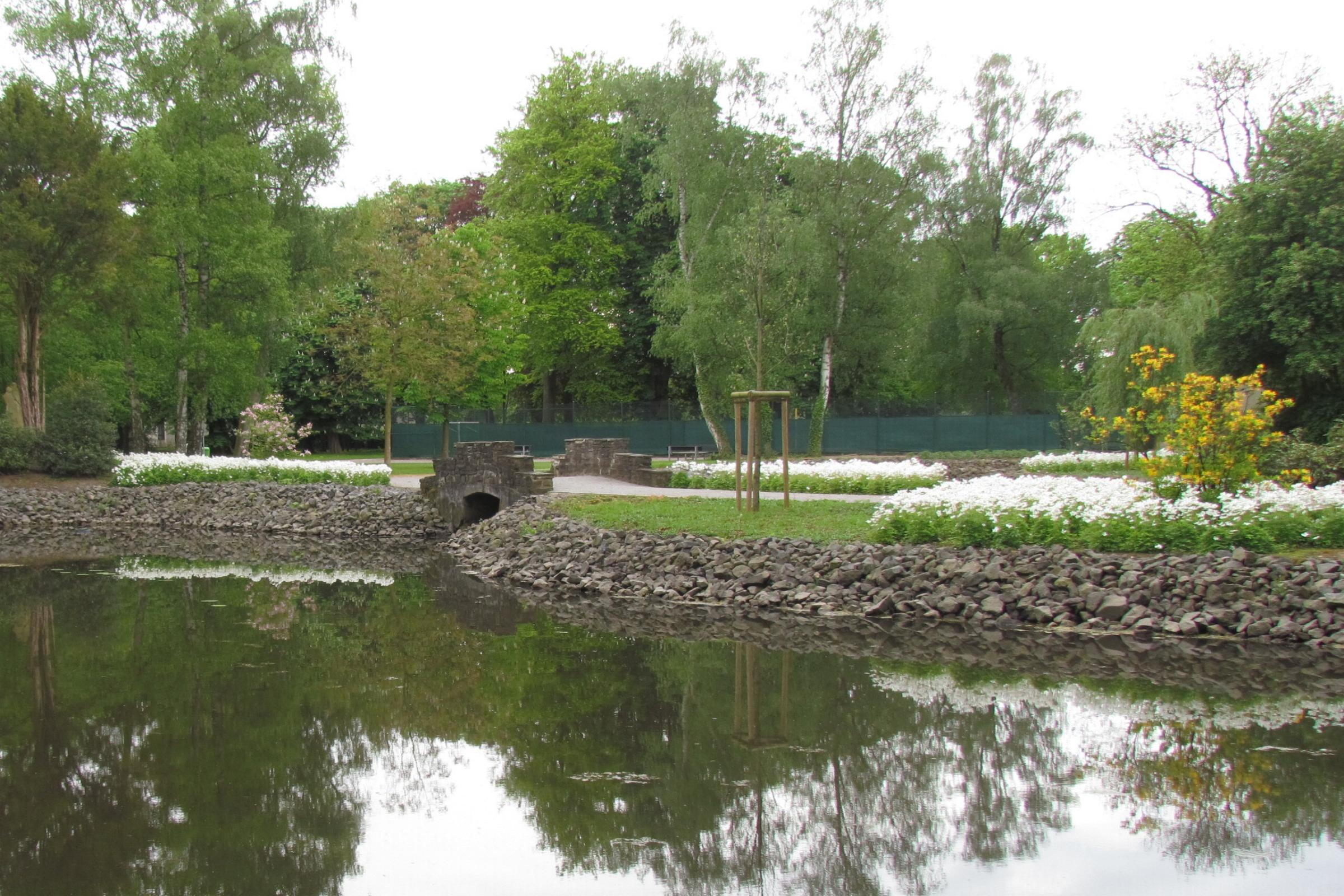
Standort der Mülhausener Mühle

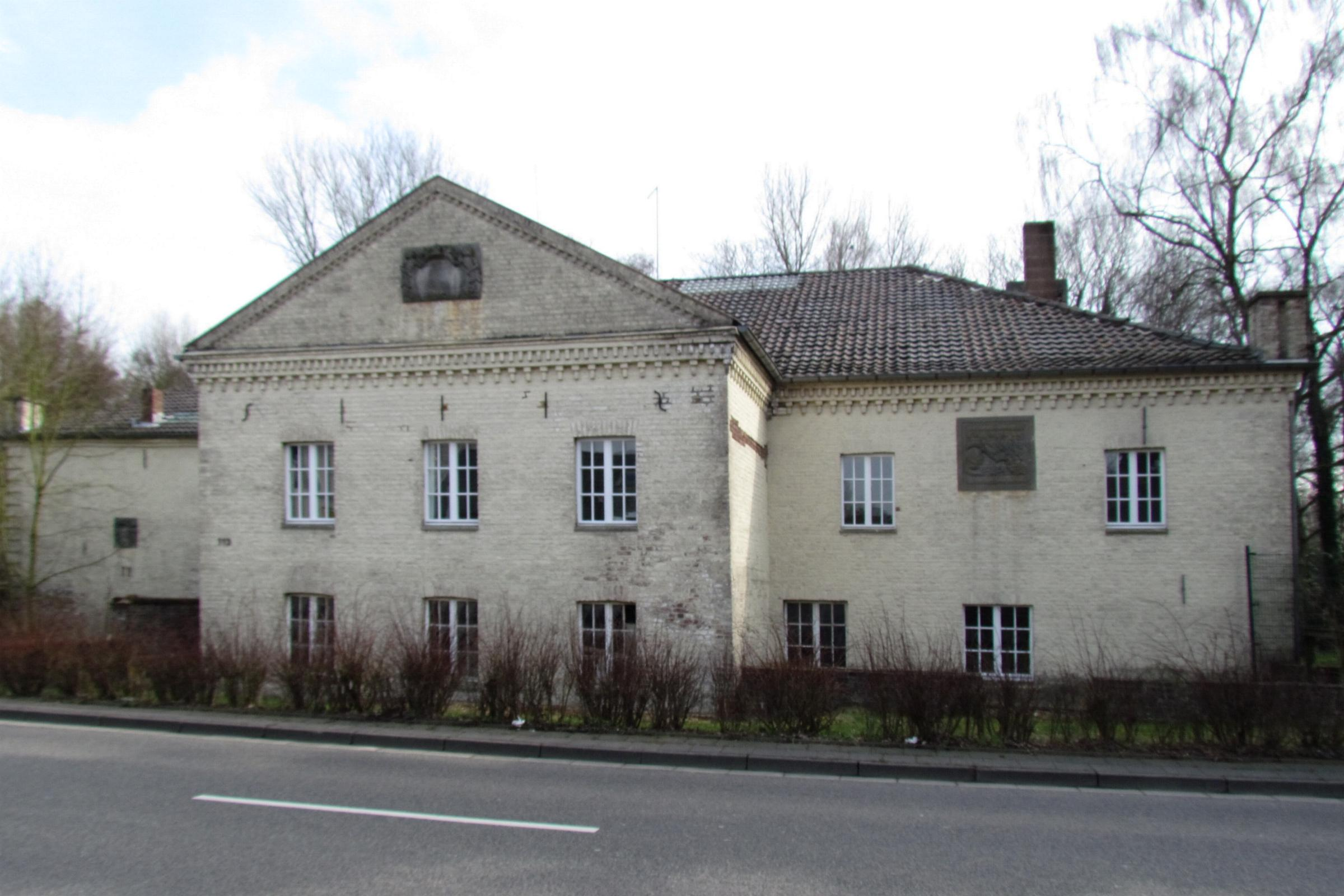
Die Schlossmühle Wickrath in Wickrath

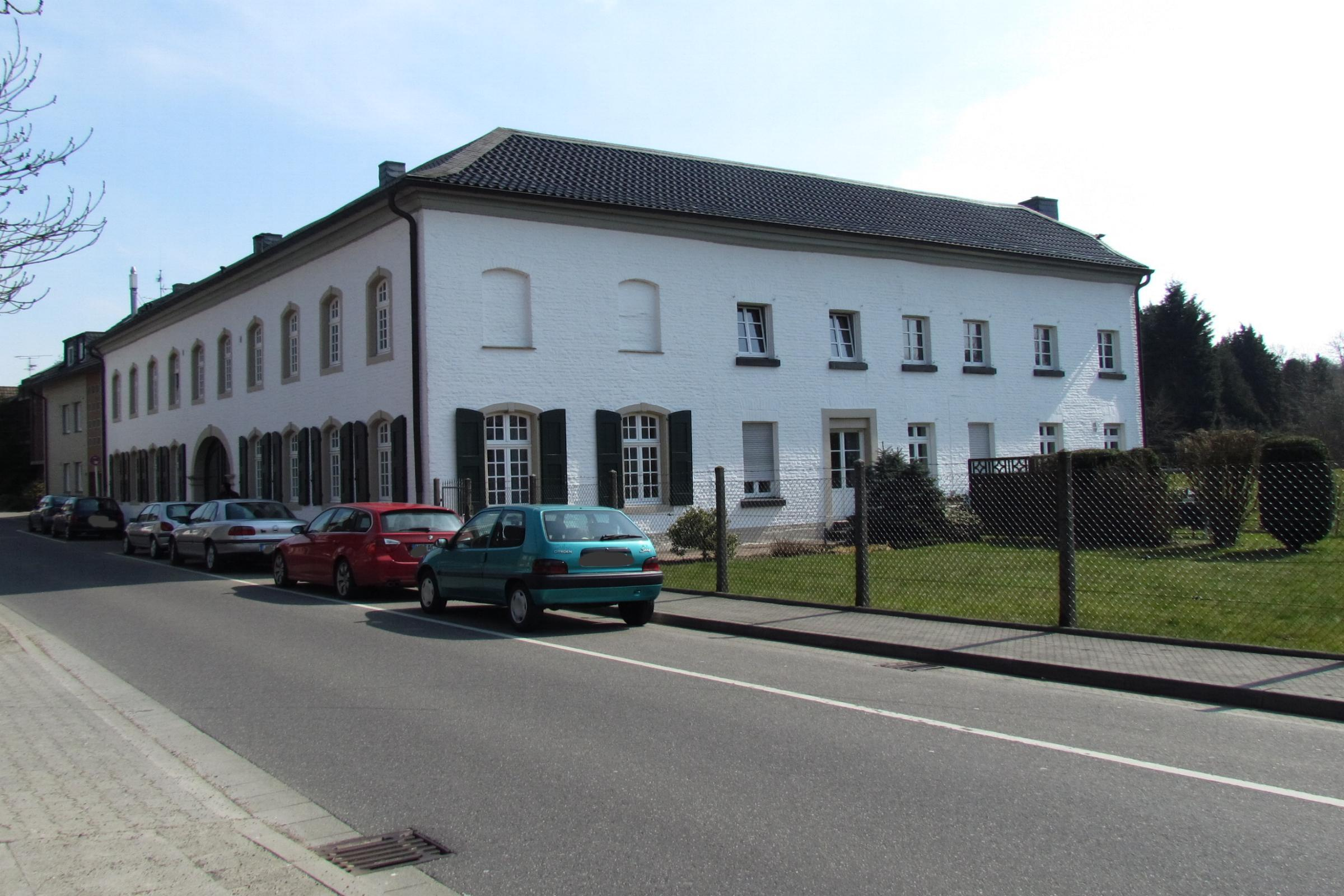
Die Wickrathberger Mühle in Wickrathberg

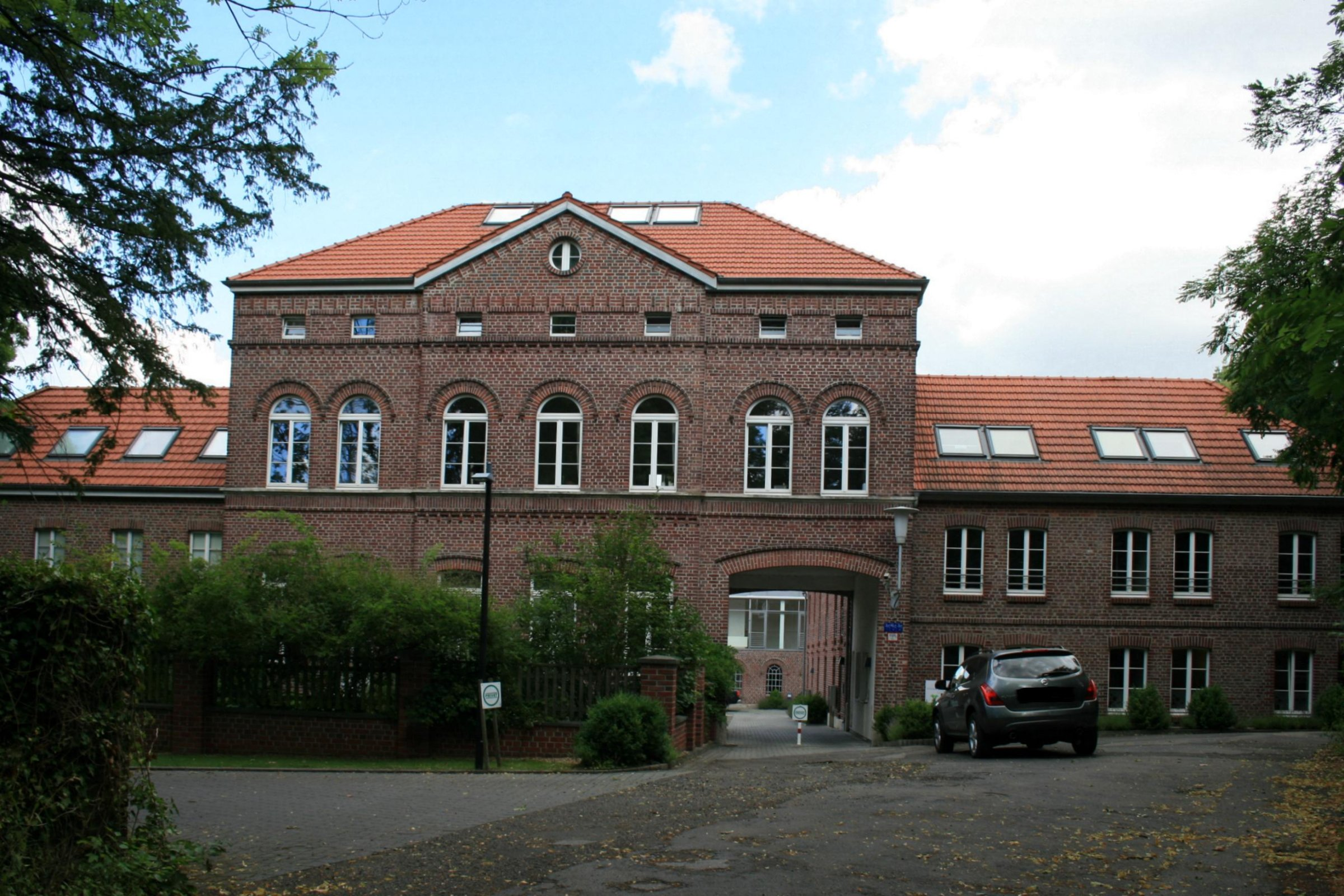
Die Schlossmühle Rheydt in Rheydt

Die Liste der Mühlen an der Niers beinhaltet die Mühlen, die an der Niers standen oder noch stehen.
Die Quelle der Niers liegt in Kuckum, einem Ortsteil der Stadt Erkelenz (Kreis Heinsberg) im Bundesland Nordrhein-Westfalen. Bis zur Mündung in die Maas bei Gennep (Niederlande) hat die Niers eine Gesamtlänge von 117,7 km. Die Quelle liegt bei 73 m über NN, die Mündung bei 9 m über NN.
Die Auflistung der Mühlen erfolgt von der Quelle zur Mündung. Die Nebenbäche folgen im gleichen Prinzip.

## Mühlen

### An der Niers
- Wilderather Mühle, in Mönchengladbach-Wanlo, Mühlenbetrieb vor 1121 – um 1865 als Öl- und Mahlmühle
- Schwalmer Mühle, in Mönchengladbach-Wanlo, Mühlenbetrieb vor 1650 – um 1870 als Ölmühle
- Pletschmühle, in Mönchengladbach-Wanlo, Mühlenbetrieb vor 1533 – um 1870 als Walk- und Kornmühle, oberschlächtige Nutzung
- Kappelsmühle, in Mönchengladbach-Wanlo, Mühlenbetrieb vor 1424 – um 1870 Mühlenplatz heute überbaut mit einer Straße
- Wickrathberger Mühle, in Mönchengladbach-Wickrathberg, Mühlenbetrieb vor 1720 – 1952 als Öl- und Getreidemühle, 1952 stillgelegt
- Schlossmühle Wickrath in Mönchengladbach-Wickrath, Mühlenbetrieb vor 1322 – um 1955 als Öl- und Mahlmühle, 1950 stillgelegt, heute ein Wohnhaus
- Papiermühle Wickrath in Mönchengladbach-Wickrath, Mühlenbetrieb von 1708 – um 1867 als Papiermühle, später als Ölmühle
- Wetscheweller Mühle in Mönchengladbach-Wickrath, Mühlenbetrieb vor 1483 – 1878 als Öl- und Mahlmühle, später Kaffeerösterei, heute Wohnhaus
- Güdderather Mühle in Mönchengladbach-Odenkirchen, Mühlenbetrieb vor 1509 – 1930, Mühlsteine im Boden der Wetscheweller Kapelle
- Burgmühle Odenkirchen in Mönchengladbach-Odenkirchen, Mühlenbetrieb vor 1373 – 1958 als Öl- und Kornmühle, Mühlengebäude wegen Straßenbau niedergelegt
- Bottmühle Odenkirchen in Mönchengladbach-Odenkirchen, am Bottbach, Mühlenbetrieb von 1744 – vor 1869 als Papiermühle, Gebäude nicht mehr vorhanden
- Pixmühle in Mönchengladbach-Odenkirchen, Mühlenbetrieb vor 1509 – um 1928 als Öl- und Lohmühle, später als Reißmaschine zur Baumwollspinnerei
- Bellermühle in Mönchengladbach-Odenkirchen, Mühlenbetrieb vor 1584 – 1943 als Öl- und Getreidemühle, heute Schwimmbad und Sportanlage
- Papiermühle Odenkirchen in Mönchengladbach-Odenkirchen, am Papierbach, Mühlenbetrieb um 1720 – 2. H. 19. Jh. als Papiermühle, später auf dem Gelände eine Lederfabrik
- Steinsmühle in Mönchengladbach-Odenkirchen, Mühlenbetrieb vor 1158- 1969 als Öl-, Walk-, Frucht- und Lohmühle, 1944 durch Bomben zerstört
- Eickesmühle in Mönchengladbach-Rheydt, Mühlenbetrieb vor 1442 – um 1943 als Öl- und Mahlmühle. Zerstörung durch Fliegerbomben
- Zoppenbroicher Mühle in Mönchengladbach-Rheydt, Mühlenbetrieb vor 1490 – 1902 als Öl- und Kornmühle, 1902 wurde die Mühle geschlossen
- Schlossmühle Rheydt in Mönchengladbach-Rheydt, Mühlenbetrieb vor 1256 – um 1920 als Öl- und Walkmühle, später als Papiermühle
- Klippertzmühle in Korschenbroich, Mühlenbetrieb vor 1297 – um 1965 als Öl- und Getreidemühle, seit 1866 mit Dampfmaschine, 1929 mit Elektroantrieb
- Schlossmühle Myllendonk in Korschenbroich, Mühlenbetrieb vor 1683 – 1963 als Öl- und Mahlmühle, ab 1856 auch als Sägegatter und Knochenstampfe
- Nonnenmühle in Mönchengladbach-Uedding, Mühlenbetrieb vor 1327 – um 1975 als Kornmühle. Seit 1975 in Privathand.
- Broichmühle in Mönchengladbach-Neuwerk, Mühlenbetrieb vor 1315 – um 1980 als Öl-, Mahl- und Lohmühle, Mühlstein am Priorshaus
- Schlossmühle Neersen in Willich-Neersen, Mühlenbetrieb vom 14. Jh. – 1929 als Kornmühle, ab 1600 gab es noch eine Ölmühle
- Gibbermühle in Willich-Neersen, Mühlenbetrieb vor 1386 – 1928 als Kornmühle, die Mühle brannte 1928 vollständig nieder
- Clörather Mühle in Viersen-Clörath, Mühlenbetrieb von 1230 bis 1930 als Kornmühle, unterschlächtiges Wasserrad, Wasserradachse und Mahlgang erhalten
- Holtzmühle in Viersen-Süchteln, Mühlenbetrieb vor 1404 – um 1965 als Kornmühle, unterschlächtiges Wasserrad, bis zu 8 Mahlgänge
- Oedter Mühle in Grefrath-Oedt, Mühlenbetrieb vor 1273 – 1960 als Öl- und Kornmühle. unterschlächtiges Wasserrad, 1 Mahlgang und 1 Ölpresse
- Mülhausener Mühle in Grefrath-Mülhausen, Mühlenbetrieb vor 1454 – 1925 als Kornmühle. unterschlächtiges Wasserrad, 1 Mahlgang
- Langendonker Mühle in Grefrath-Vinkrath, Mühlenbetrieb vor 1353 – 1927 als Öl- und Kornmühle. unterschlächtiges Wasserrad, 1 Mahlgang und 1 Ölpresse
- Neersdommer Mühle in Grefrath-Mülhausen, Mühlenbetrieb vor 1348 - 1942 als Kornmühle, unterschlächtiges Wasserrad, 4 Mahlgänge
- Kornmühle Wachtendonk in Wachtendonk, Mühlenbetrieb vor 1326 – um 1975 als Öl- und Kornmühle, die Mühle hatte 2 Wasserräder
- Ölmühle Wachtendonk in Wachtendonk, Mühlenbetrieb um 1408 – 17. Jh. als Ölmühle
- Lohmühle Wachtendonk in Wachtendonk, Mühlenbetrieb vor 1739 – 1912 als Lohmühle. Das Müllerhaus ist erhalten
- Holtheyder Ölmühle in Wachtendonk, Mühlenbetrieb vor 1750 – um 1910 als Ölmühle, unterschlächtiges Wasserrad
- Kornmühle Haus Caen in Straelen, Mühlenbetrieb vor 1370 – 1977 als Kornmühle, Gebäude nach Brand 1977 wieder aufgebaut
- Ölmühle Haus Caen in Straelen, Mühlenbetrieb vor 16. Jh. – Mitte 19. Jh. als Ölmühle, Gebäude nicht mehr vorhanden
- Walkmühle Haus Caen in Straelen, Mühlenbetrieb vor 1678 – um 1900 als Walkmühle, heute landw. Gebäudenutzung
- Vlassrather Korn und Ölmühle in Straelen-Vlaesrath, Mühlenbetrieb vor 1320-um 1950 als getrennte Öl- und Mahlmühle
- Ponter Mühle in Geldern-Pont, Mühlenbetrieb vor 1449 – um 1960 als Öl- und Mahlmühle
- Burgmühle Geldern in Geldern, Mühlenbetrieb vor 1294 – 17. Jh. als Getreide- und Hopfenmühle
- Walk- und Ölmühle Geldern in Geldern, Mühlenbetrieb als Öl- und Walkmühle
- Alte Ölmühle Geldern in Geldern, Mühlenbetrieb vor 1388 – 1579 als Ölmühle durch Brand zerstört
- Alte Wylick Mühle in Geldern, 1429 Vertragsabschluss mit baldigem Abbruch der Mühle
- Willicksche Mühle in Geldern-Veert, Mühlenbetrieb vor 1429 – 1939 als Korn-, Walk-, Öl- und Lohmühle
- Mühle an der Fleuth in Geldern, Mühlenbetrieb vor 1646 – 1703
- Mühlen von Haus Gesselen in Kevelaer-Wetten, Mühlenbetrieb vor 1424 – 18. Jh. als Ölmühle
- Neumühle in Kevelaer-Wetten, Mühlenbetrieb vor 1326 – heute als Kornmühle
- Windvonderer Mühle in Kevelaer, Mühlenbetrieb vor 1328 – 1344 wegen Streitigkeiten abgebrochen
- Schravelsche Mühle in Kevelaer, Mühlenbetrieb vor 1328 – 1926 Öl-, Mahl- und Lohmühle
- Schlossmühle Wissen in Weeze, Mühlenbetrieb vor 1437 – 1958 als Mahlmühle
- Ölmühle Wissen in Weeze, Mühlenbetrieb 17. Jh. – 1920 als Ölmühle
- Sägemühle Wissen in Weeze, Mühlenbetrieb – etwa 1860 als Holzmühle
- Walkmühle Wissen in Weeze, Mühlenbetrieb – etwa 1805
- Niersmühle Weeze in Weeze, Mühlenbetrieb vor 1882 – 14. Jh. genauer Standort nicht bekannt
- Höster Mühle in Weeze, Mühlenbetrieb vor 1330 – um 1955 als Öl-, Korn-, Voll- und Lohmühle
- Kornmühle Goch in Goch, Mühlenbetrieb von 1367 bis 1932 als Kornmühle
- Ölmühle Goch in Goch, Mühlenbetrieb von 1367 bis 1906 als Ölmühle
- Walkmühle Goch in Goch, Mühlenbetrieb von 1419 bis 1800 als Walkmühle
- Lohmühle Goch in Goch, Mühlenbetrieb von 1523 – Ende des 18. Jh. als Lohmühle (Gerberlohe)
- Susmühle Goch in Goch, Mühlenbetrieb von 18. Jh. – 1932 als Loh-, Öl- und Kornmühle
- Bimmener Mühle in Goch-Asperden, Mühlenbetrieb vor 1380 – 1595 durch Brand zerstört
- Aspermühle in Goch-Asperden, Mühlenbetrieb vor 1301 – 1959 als Öl-, Korn-, Walk- und auch Lohmühle
- Viller Mühle in Goch-Hommersum, Mühlenbetrieb vor 1320 – 1972 als Öl- und Kornmühle

#### Am Gladbach
- Oberste Mühle in Mönchengladbach, Mühlenbetrieb vor 1210 – 1943 als Fruchtmühle, 1943 durch Fliegerbomben zerstört
- Flieschermühle in Mönchengladbach, Mühlenbetrieb von 1602 bis 1899 als Fruchtmühle
- Vitgesmühle in Mönchengladbach, Mühlenbetrieb von 1183 bis 1833, einzige oberschlächtige Mühle in Mönchengladbach
- Krallsmühle in Mönchengladbach, Mühlenbetrieb von 1210 bis 1881, Vernichtung 1881 durch ein Großfeuer
- Rohrmühle in Mönchengladbach-Lürrip, Mühlenbetrieb vor 1383 – um 1900 als Ölmühle, Zerstörung im Zweiten Weltkrieg
- Gierthmühle in  Mönchengladbach-Lürrip, Mühlenbetrieb vor 1519 – um 1930 als Öl- und Kornmühle
- Compesmühle in Mönchengladbach-Lürrip, Mühlenbetrieb vor 1608 – 1890 als Öl- und Mahlmühle, heute ein Wohnhaus
- Engelsmühle in Mönchengladbach-Uedding, Mühlenbetrieb vor 1438 – 1902 als Ölmühle, das Mühlenhaus ist noch erhalten

#### Am Fluit/Trietbach
- Heldsmühle in Korschenbroich, Mühlenbetrieb um 1800 – 1882, 1866 mit einer Dampfmaschine, 1882 brannte die Mühle nieder
- Birkmannsmühle in Korschenbroich, Mühlenbetrieb von 1817 eine Flurbezeichnung erklärt das Ende „Versope Möllsche“

#### Am Hammerbach
- Plinzenmühle in Viersen-Oberbeberich, Mühlenbetrieb vor 1246 – 1920 als Kornmühle, 1945 Abbruch, mittelschlächtiges Wasserrad, 1 Mahlgang
- Schnockesmühle in Viersen-Oberbeberich, Mühlenbetrieb vor 1246 – zum Zweiten Weltkrieg als Kornmühle, unterschlächtiges Wasserrad, 1 Mahlgang
- Sgoedenmühle in Viersen-Unterbeberich, Mühlenbetrieb vor 1246 – 1876 als Kornmühle, unterschlächtiges Wasserrad, 1 Mahlgang
- Bongartzmühle in Viersen-Unterbeberich, Mühlenbetrieb vor 1246 – 1905 als Kornmühle, Mühlengebäude u. unterschlächtiges Wasserrad erhalten
- Hüstermühle in Viersen-Hamm, Mühlenbetrieb vor 1246 – 1970 als Kornmühle, unterschlächtiges Wasserrad, 1 Mahlgang
- Hammer Mühle in Viersen-Hamm, Mühlenbetrieb vor 1246 – 1920 als Kornmühle, 1945 Abbruch, unterschlächtiges Wasserrad 1 Mahlgang

#### Am Dorfer Bach
- Kaisermühle in Viersen, Mühlenbetrieb vor 1246 – 1905 als Kornmühle, 1 Mahlgang, oberschlächtiges Mühlrad noch vorhanden
- Kimmelmühle in Viersen, Mühlenbetrieb vor 1246 – 1793 als Kornmühle, unterschlächtiges Wasserrad, 1 Mahlgang
- Goetersmühle in Viersen, Mühlenbetrieb vor 1246 – 1900 als Kornmühle, unterschlächtiges Wasserrad, 1 Mahlgang
- Biestenmühle in Viersen, Mühlenbetrieb vor 1246 – 1890 als Kornmühle, unterschlächtiges Wasserrad, 1 Mahlgang
- Schricksmühle in Viersen, Mühlenbetrieb vor 1246 – Ende 19. Jh. als Kornmühle, unterschlächtiges Wasserrad, 1 Mahlgang

#### Am Rintger Bach
- Klostermühle in Viersen, Mühlenbetrieb vor 1246 – 1880 als Öl- und Kornmühle, unterschlächtiges Wasserrad, 1 Mahlgang, 1 Ölpresse

#### An der Nette
- Henkenmühle in Viersen-Dülken, Mühlenbetrieb um 1225/1685 – 1912 als Kornmühle mit 4 Mahlgängen, Zerstörung durch Brand, Wasserrad unterschlächtig
- Weuthenmühle in Viersen-Boisheim, Mühlenbetrieb 14. Jh. – um 1960 als Ölmühle mit Mahlgang und Ölpresse, Wasserrad unterschlächtig
- Kothmühle in Nettetal-Lobberich, Mühlenbetrieb vor 1441 – 1935 als Kornmühle mit 1 Mahlgang, Wasserrad unterschlächtig
- Nelsenmühle in Nettetal-Breyell, Mühlenbetrieb vor 1495 – um 1963 als Öl- und Kornmühle mit 4 Mahlgänge und 1 Ölpresse, Wasserrad unterschlächtig
- Neumühle in Nettetal-Lobberich, Mühlenbetrieb vor 1375 – Ende 20. Jh. als Kornmühle mit 1 Mahlgang, Wasserrad unterschlächtig
- Lüthemühle in Nettetal-Breyell, Mühlenbetrieb vor 1419 – um 1945 als Öl- und Kornmühle mit 3 Mahlgänge und 1 Ölpresse, Wasserrad unterschlächtig
- Leuther Mühle in Nettetal-Leuth, Mühlenbetrieb vor 1556 – 1960/61 als Öl- und Kornmühle mit 1 Mahlgang und 1 Ölpresse, Wasserrad unterschlächtig
- Flootsmühle in Nettetal-Hinsbeck, Mühlenbetrieb vor 1556 – 1875 als Kornmühle mit 1 Mahlgang, Wasserrad unterschlächtig
- Kovermühle in Wachtendonk, Mühlenbetrieb 1349 – 1945 als Getreidemühle mit 1 Mahlgang, Wasserrad unterschlächtig
- Nettmühle in Wachtendonk, Mühlenbetrieb 16. Jh. – um 1945 als Getreidemühle mit 3 Mahlgängen, Antrieb unterschlächtig
- Vorster Mühle in Wachtendonk, Mühlenbetrieb vor 1456 – um 1919 als Getreidemühle mit 1 Mahlgang, Antrieb unterschlächtig

#### Am Pletschbach
- Pletschmühle in Nettetal-Rennekoven, Mühlenbetrieb vor 1646 – um 1900 als Öl und Kornmühle, Wasserrad unterschlächtig

#### Am Mühlenbach
- Specker Mühle in Nettetal-Breyell, Mühlenbetrieb vor 1530 – vor 1700 als Getreidemühle mit 1 Mahlgang, Wasserrad unterschlächtig
- Weiher Mühle in Nettetal-Breyell, Mühlenbetrieb vor 1430 – 1840 als Getreidemühle mit 1 Mahlgang, Wasserrad unterschlächtig

#### Am Schlossgraben
- Mühle Haus Baerlo in Nettetal-Breyell, Mühlenbetrieb vor 1326 – vor 1800 als Getreidemühle mit 1 Mahlgang, Wasserrad  unterschlächtig

### An der Moorbeek
- Herrenmühle Straelen in Straelen-Bockholt, Mühlenbetrieb vor 1401 – 2 H. 19. Jh. als Ölmühle

#### Am Leitgraben/Mühlengraben
- Vennmühle Straelen-Rieth, Mühlenbetrieb vor 1417 – 16. Jh.
- Paesmühle in Straelen-Dam, Mühlenbetrieb vor 1369 – 1917 als Öl- und Mahlmühle, oberschlächtiger Antrieb mit 2 Mahlgänge und 1 Ölpresse
- Maesemühle in Straelen Auwel, Mühlenbetrieb vor 1558/1685 – um 1908 als Getreidemühle

#### An der Gelderner Fleuth
- Pletzmühle in Geldern, Mühlenbetrieb vor 1403 – 1930 als Öl- und Mahlmühle sowie als Graupenmühle
- Wyemühle in Kevelaer-Wetten, Mühlenbetrieb vor 1326 – 17. Jh.

#### An der Issumer Fleuth
- Langendonker Mühle in Geldern, Mühlenbetrieb vor 1442 – 2. H. 19. Jh. als Fruchtmühle mit 1 Mahlgang
- Kapellener Mühle in Geldern-Kapellen, Mühlenbetrieb vor 1326 – 1925
- Honselaerer Mühle in Kevelaer-Wetten, Mühlenbetrieb 14. Jh. – 1926/28

#### An der Kervenheimer Mühlenfleuth
- Fallmühle in Sonsbeck-Balberg, Mühlenbetrieb, 18. Jh. – 1850
- Kervenheimer Mühle in Kevelaer-Kervenheim, Mühlenbetrieb vor 1411 – 1889 als Kornmühle

#### An der Kendel
- Yshövelsche Mühle in Goch-Hommersum, Mühlenbetrieb vor 1381 – 1944 als Öl- und Kornmühle
- Mühle zu Müll in Goch-Hommersum, Mühlenbetrieb vor 1394 – 15. Jh.

## Quelle
Hans Vogt: Niederrheinischer Wassermühlen-Führer 2. Auflage. Verein Niederrhein, Krefeld 1998, ISBN 3-00-002906-0